# Nywa Trudowa
Nywa Trudowa (ukrainisch Нива Трудова; russisch Нива Трудовая Niwa Trudowaja) ist ein Dorf in der ukrainischen Oblast Dnipropetrowsk im Rajon Krywyj Rih mit 4000 Einwohnern.

## Geographie
Nywa Trudowa liegt am Dnepr-Krywyj-Rih-Kanal, an der Bahnstrecke Krywyj Rih–Komysch-Sorja sowie an der Fernstraße
N 23 zwischen der 35 km nordwestlich liegenden Großstadt Krywyj Rih und dem 17 km südöstlich liegenden ehemaligen Rajonzentrum Apostolowe. Das Dorf Oleksandriwka liegt 10 km westlich von Nywa Trudowa.

## Verwaltungsgliederung
Am 3. August 2015 wurde das Dorf zum Zentrum der neugegründeten Landgemeinde Nywa Trudowa (Нивотрудівська сільська громада/Nywotrudiwska silska hromada). Zu dieser zählen auch die 7 in der untenstehenden Tabelle aufgelisteten Dörfer, bis dahin bildete es zusammen mit den Dörfern Sadowe, Soldatske und Sorjane die gleichnamige Landratsgemeinde Nywa Trudowa (Ниво-Трудівська сільська рада/Nywo-Trudiwska silska rada) im Westen des Rajons Apostolowe.
Am 17. Juli 2020 kam es im Zuge einer großen Rajonsreform zum Anschluss des Rajonsgebietes an den Rajon Krywyj Rih.
Folgende Orte sind neben dem Hauptort Nywa Trudowa Teil der Gemeinde:
| Name                     | Name           | Name                                 |
| ukrainisch transkribiert | ukrainisch     | russisch                             |
| ------------------------ | -------------- | ------------------------------------ |
| Jelysawetpillja          | Єлизаветпілля  | Елизаветполье (Jelisawetpolje)       |
| Nowoukrajinske           | Новоукраїнське | Новоукраинское (Nowoukrainskoje)     |
| Sadowe                   | Садове         | Садовое (Sadowoje)                   |
| Soldatske                | Солдатське     | Солдатское (Soldatskoje)             |
| Sorjane                  | Зоряне         | Зоряное (Sorjanoje)                  |
| Wesseli Tschumaky        | Веселі Чумаки  | Весёлые Чумаки (Wesjolyje Tschumaki) |

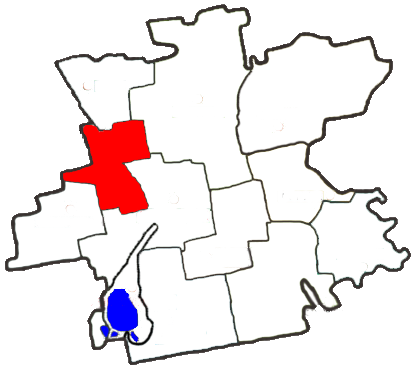
Gemeindefläche der Landratsgemeinde Nywa Trudowa innerhalb des Rajon Apostolowe

| Wilne                    | Вільне         | Вольное (Wolnoje)                    |